# Mayobius atliacanus
Mayobius atliacanus är en mångfotingart som beskrevs av Chamberlin 1943. Mayobius atliacanus ingår i släktet Mayobius och familjen stenkrypare. Inga underarter finns listade i Catalogue of Life.